# Format bibliograficzny
Format bibliograficzny – określenie formatu książki, pochodzące od liczby złożeń arkuszy papieru tworzących jej składkę, stosowane do opisu druków wydawanych od końca XV do końca XVIII wieku. Ze względu na nieustandaryzowane wymiary produkowanego wówczas papieru powstające z niego książki miały zróżnicowane wysokości, których nie używano do klasyfikacji formatu.

Powstawanie formatów folio, quarto i octavo z arkuszy papieru

Wyróżnia się następujące formaty bibliograficzne:
- plano (łac. in plano ‘w stanie równym’ < planum ‘płaszczyzna’[3]) – arkusz niezłamany, klejony z pozostałymi w grzbiecie do falcu, tworzący jedną kartkę (dwie strony);
- folio (łac. folium ‘liść, karta’[4], symbol 2°) – arkusz złamany jednokrotnie, tworzący dwie kartki; kodeks w formacie folio to foliant[5]; składka z czterech folio nazywana jest zaś quaternio i była najpowszechniejszym formatem książki średniowiecznej[6];
- quarto (łac. in quarto ‘w ćwiartce’[7], 4°) – arkusz złamany dwukrotnie, tworzący cztery kartki; kodeks w formacie quarto to kwartant[8];
- octavo (łac. octavus ‘ósmy’[9], 8°) – arkusz złamany trzykrotnie, tworzący osiem kartek, mierzących najczęściej 18–25 cm wysokości; kodeks w formacie octavo to oktant[10];
- duodecimo (łac. duodecim ‘dwanaście’, 12°) – arkusz złamany czterokrotnie w układzie 3 : 4 lub 2 : 6 kart, do którego większej części wkładało się odcięte uprzednio, sąsiadujące ze sobą cztery karty, tworzący dwanaście kartek[11];
- sedecimo (16°) – arkusz złamany czterokrotnie, tworzący szesnaście kartek;
- format elzewirowski (zob. drukarnia rodzinna Elsevierów, 24°) – arkusz podzielony na trzy części, z których każda złożona trzykrotnie, tworzący łącznie dwadzieścia cztery kartki.

Połowa książek wydrukowanych przed 1500 rokiem była w formacie quarto, a ponad ćwierć w formacie folio. Pierwszym drukowanym octavo były dzieła Wergiliusza wydane przez Aldusa Manucjusza w 1501 roku. Format duodecimo po raz pierwszy został wykorzystany przez Christophe’a Plantina w 1567 roku w Antwerpii.
Do określenia formatu książki służą: liczba kart w trzech sąsiadujących ze sobą składkach, kierunek kres papieru i położenie znaku wodnego. W przypadku formatu folio w lewej połowie sita wykonywano znak wodny, a czasem w dolnej części prawej połowy również znak kontrolny (często inicjały drukarza). Mniejsze formaty powstawały poprzez rozcinanie folio, tak że co druga para kart w formacie quarto posiada po połowie znaku wodnego, a w przypadku octavo – jego ćwiartki znajdują się w górnych rogach połowy stron.

## Format biblioteczny
Pochodną formatu bibliograficznego stosowaną w polskim bibliotekarstwie do opisu książek jest format biblioteczny. Jego podstawą jest wysokość grzbietu wyrażona w centymetrach, której umownie przypisano nazwę formatu bibliograficznego o podobnych wymiarach:
- powyżej 35 cm – folio, 2°, dwójka, IV (rzadki);
- 25–35 cm – quarto, 4°, czwórka, pot. ćwiartka, III (ok. 15% zbiorów);
- 20–25 cm – octavo, 8°, ósemka, II (ok. 50% zbiorów);
- do 20 cm – sedecimo, 16°, szesnastka, I (ok. 35% zbiorów)[15].

Nietypowe formaty biblioteczne książek podaje się w centymetrach. Format podłużny (leżący) określa książkę, której szerokość przewyższa wysokość.